# Espluga de Serra
|  | Aquest article és sobre el poble d'aquest nom. Per a l'antic municipi, vegeu Espluga de Serra (antic municipi). |

Espluga de Serra és un poble del terme municipal de Tremp. Havia pertangut a l'antic terme d'Espluga de Serra, però fou agregat a Tremp el 1970. En documents antics apareix documentada com a Espluga Tresserra.
La seva església, Santa Maria d'Espluga de Serra és parroquial, d'origen romànic, i té com a sufragània la de la Mare de Déu de l'Esperança de Castellet.
El poble nasqué a redós del castell del mateix nom, que arribava a formar una unitat fortificada amb el poble.

## Etimologia
Segons Joan Coromines (op. cit.), el nom es deu al precedent històric de la població d'Espluga de Serra: la gran bauma o cova, spelunca de la Serra de Camporan, on, segons la tradició, hi hagué el primer poblament del terme.
Es tracta de dues coves, l'Espluga Llorna i la de Tremolises, que aixoplugaren habitants de la contrada en temps antics, i en tornaren a acollir el 1936, a causa de la Guerra civil.
El nom antic, Espluga Trasserra (de vegades escrit Espluga Tresserra) es deu al fet que aquest poble es troba just després de traspassar la serra partionera entre el Pallars Jussà i l'Alta Ribagorça, comarca a la qual pertany, en realitat, encara que administrativament hagi quedat en territori pallarès (de trans serram, en alguns casos amb conversió de la primera vocal en e per assimilació de la vocal següent).

## Història
El 1381 s'esmenten en aquest poble 6 focs (uns 30 habitants). El 1787 consten a Espluga de Serra 39 habitants, que són 30 el 1831 any en què consta dins del Corregiment de Talarn i sota senyoriu del marquès de Gironella; vers 1900 són esmentats a Espluga de Serra 51 edificis, amb 80 habitants. El 1981 tenia 23 habitants, que tornen a ser 45 el 2006.
Espluga de Serra s'integrà en el comtat de Pallars Jussà al segle xi, com a fruit de les convinences entre els dos comtes pallaresos, després de les seves lluites per dominar el territori. Aquesta integració antiga és una de les causes que expliquen el fet que, malgrat l'adscripció geogràfica clarament ribagorçana, Espluga de Serra hagi estat quasi sempre relligat amb el Pallars Jussà; fins i tot actualment.
Pascual Madoz, que passà per Espluga de Serra poc abans del 1845, descriu el poble dient que té un clima sa, i els seus veïns només pateixen algunes malalties bilioses produïdes per la mala alimentació. Descriu que té 15 cases, més la rectoria i l'església parroquial de Nostra Senyora de les Neus, 9 de les quals estan agrupades en el nucli principal. De l'església depèn la de la Torre de Tamúrcia. Separades del poble hi ha 5 cases més, anomenades la Aldea de Terugó i la Masia de Miquelet, totes d'un sol pis i mala construcció. La terra és aspra, trencada, pedregosa, i en general de mala qualitat. S'hi conreaven 166 jornals de terra, dels quals només tres són d'horta, en el barranc d'Esillosa. Esmenta que, malgrat l'extensió del terme, a penes hi ha arbres, i els veïns no s'hi poden proveir de llenya. S'hi produïa blat, sègol, patates i mongetes; s'hi criava bestiar oví i cabres, a més de mantenir bous i ases per al conreu del camp. Hi havia pedreres de calç. Hi havia cacera, de conills, perdius y otros animales dañinos. Tanca l'article dient, entre altres coses, que són 9 veïns (caps de casa) i 53 ànimes (habitants).